# Мёд (фильм)
«Мёд» (тур. Bal) — художественный фильм турецкого режиссёра Семиха Капланоглу (2010). Заключительная часть трилогии о мальчике-поэте Юсуфе, куда также входят картины «Яйцо» (2007) и «Молоко» (2008).

## Сюжет
Фильм переносит нас в детство Юсуфа, первый этап его жизни. Юсуф пошёл в начальную школу, учится писать и читать. Отец Юсуфа Якуб занимается собирательством мёда. Однажды утром Юсуф рассказал отцу о своем сне. Этот эпизод навсегда останется их тайной. В тот же день Юсуф по заданию учителя читал вслух и во время чтения вдруг начал заикаться. По неизвестной причине Якуб (отец Юсуфа) уходит далеко в лес, увлекшись преследованием диких пчел и таинственно исчезает. С тех пор, как отец пропал, Юсуф перестает говорить, чем вызывает отчаяние своей матери Зехры. Мальчик Юсуф блуждает по лесам в поисках своего отца и пытается понять его жизнь. В ночь Мирадж (одна из почитаемых мусульманами ночей) Зехра отправляет сына к бабушке в отдаленную деревню. Там Юсуф, слушая разные истории, сравнивает отца с Пророком и верит, что он обязательно вернётся. Осуществится ли сон Юсуфа, который бродит по лесу в поисках своего отца?

## В ролях
- Эльдар Бешикчиоглу — Якуп
- Тюлин Озен — Зехра
- Алев Усарер
- Бора Алташ — Юсуф

## Художественные особенности
Главные герои немногословны, музыка фильма наполнена звуками леса и его обитателей.

## Награды
- «Золотой медведь» на берлинском кинофестивале 2010 года.[5]
- Приз экуменического жюри (основная конкурсная программа) на берлинском кинофестивале 2010 года.[6]

## Дополнительные факты
- Фильм снимался на северо-востоке Турции на побережье Чёрного моря[5].